# 백시구
백시구(白時耉, 1649년 ~ 1722년)는 조선 후기의 무신이자 충신이다. 자 덕로(德老). 시호는 충장(忠莊). 본관은 수원이다. 평안병사를 지내고 호조판서에 증직되었다.

## 생애
왕자사부(王子師傅)를 지낸 익견(益堅)의 6세손인 원진(元振)의 아들이다. 문과에 여러번 응시하였으나 급제하지 못하였다.

### 무관 생활
1680년(숙종 6) 무과에 급제하여 주로 숙종 조에 무관으로 관직 생활을 하였다. 1684년(숙종 10) 선전관(宣傳官)이 되어 북로(北路)의 봉수(烽燧)를 수축하였다. 1685년(숙종 11) 훈련부정(訓鍊副正), 훈련판관(訓鍊判官)이 되었다. 1686년(숙종 12) 경상좌수우후(慶尙左水虞侯)가 되고 1689년(숙종 15) 도총경력(都摠經歷), 1690년(숙종 16) 봉산군수(鳳山郡守), 1693년(숙종 19) 훈련부정(訓鍊副正), 1698년(숙종 24) 초계군수(草溪郡守)를 지내는 등 동반 무관 직을 두루 역임했다.

### 당상관이 되다
1701년(숙종 27) 오위장(五衛將), 파주목사(坡州牧使)가 되어 처음으로 당상에 올랐다. 1703년(숙종 29) 평산부사( 平山府使), 1705년(숙종 31) 전라좌수사(全羅左水使)를 지냈다. 1708년(숙종 34) 우림장(羽林將), 선전관(宣傳官)를 지냈다. 1709년(숙종 35) 충청수사(忠淸水使), 1710년(숙종 36) 제주목사(濟州牧使), 1712년(숙종 38) 안악군수(安岳郡守)를 지냈다.

### 절도사 생활
1713년(숙종 39) 평안병사(平安兵使), 1713년 황해병사(黃海兵使), 1717년(숙종 43) 남병사(南兵使), 북병사(北兵使), 1717년 함경병사 등 여러 절도사 직을 지냈다. 1719년(숙종 45) 부총관(副摠管)이 되었다가 다시 1720년(숙종 46) 황해병사, 1721년(경종 원년) 평안병사를 지냈다. 절도사로 있는 동안 군기들을 잘 수선하여 구비하고 병사들의 훈련에 힘썼다.

### 사화와 말년
경종이 즉위하고 김일경(金一鏡) 등이 정권을 잡자, 노론의 구신들을 몰아낼 때 연좌되어 파직되었다. 평안도병마절도사로 있을 때 기로소(耆老所)에 백금을 빌려주었던 일로 반대파에 의하여 옥에 갇히고 문초를 받았다. 1722년(경종 2) 김일경, 목호룡(睦虎龍) 등이 신임사화를 일으킬 때 이를 기화로 김창집(金昌集)의 죄상을 조작하려 하였다. 그러나 그는 심문에 단호히 불복하였으나 문초받던 중 장살(杖殺)되었다.

## 사후
1741년(영조 17) 영조가 임인옥안(壬寅獄案)을 불태우고 탕평책을 쓸 때에 신원이 회복되어 그의 관직이 복구되고 몰수되었던 재산도 후손들이 돌려받았으며, 호조판서에 추증되었다. 시호는 충장(忠莊)이다. 유저(遺著)로는『충장부군시고(忠莊府君詩稿)』 1책이 있다. 정조는 백시구가 억울하게 죽었음을 들어 "충장공(忠莊公) 백시구의 증손 백동원(白東遠), 증 판서 심진(沈搢)의 손자 심집(沈㙫)을 모두 이조와 병조로 하여금 녹용(錄用)하게 하라."고 하였다.

## 가족 관계
- 부 : 백원진(白元振, 1620년 ~ ?)
  - 아들 : 백상우(白尙友, 1678년 ~ ?) 내섬시주부(內贍寺主簿)
  - 아들 : 백상지(白尙志, ? ~ ?)
  - 서자 : 백상화(白尙華, 1691년 ~ 1768년), 장연현감(長連縣監)
    - 서손자 : 백사굉(白師宏, 1721년 ~ 1792년), 동지중추부사(同知中樞府事)
    - 서증손자 : 백동수(白東脩, 1743년 ~ 1816년 , 평안도 박천군수(博川郡守)

  - 서자 : 백상엽(白尙曄)
  - 서자 : 백상휘(白尙輝)
  - 서자 : 백상옹(白尙翁)
  - 서자 : 백상기(白尙琦)